# Cuisy-en-Almont
Cuisy-en-Almont – miejscowość i gmina we Francji, w regionie Hauts-de-France, w departamencie Aisne.
Według danych na styczeń 2014 roku gminę zamieszkiwało 331 osób, a gęstość zaludnienia wynosiła 36,1 osób/km².